# 서울옥정초등학교
서울옥정초등학교는 대한민국 서울특별시 성동구 옥수동에 있는 공립 초등학교이다.

## 학교 연혁
- 1971년 5월 22일 서울옥정초등학교 개교(금옥에서 분리, 25학급 편성)
- 1985년 3월 11일 병설유치원 개원
- 2003년 10월 4일 수영장 및 다목적실 준공
- 2004년 11월 24일 옥정교육문화관 개관식
- 2006년 7월 20일 옥정교육문화관 체육관 준공
- 2007년 11월 15일 재건축사업 착공
- 2007년 11월 20일 학교 공원화 사업 완공
- 2009년 12월 31일 BTL 준공 완료
- 2010년 5월 12일 개축 준공 기념식
- 2014년 11월 1일 수영장 리모델링 보수공사 완공
- 2016년 6월 28일 어린이 놀이시설 준공
- 2019년 8월 1일 기계식 공기순환기 설치, 문화관 화장실 개선공사
- 2020년 2월 13일 제46회 졸업식(122명)
- 2020년 3월 1일 학급편성(37학급(특수 2), 유치원 3학급(에듀케어 2))

## 학교 상징
- 우리 학교 꽃 - 장미 : 항상 아름답고 사랑받으며 전인적인 인격으로 성장함을 의미한다.
- 우리 학교 나무 - 향나무 : 사철 푸르고 의젓함에서 곧고 바르며 굳센 기상의 상징이다.
- 우리 학교 캐릭터 - 옥이와 정이 : 머리는 교화인 장미, 옥이가 읽는 책은 지적 습득, 정이가 가진 공은 건강한 신체를 상징한다.

## 참고 자료
- 서울옥정초등학교 - 한국교육학술정보원 학교알리미